# 2007年美国空军核武器事件
2007年美国空军核武器事件发生于2007年8月29日至30日。美国空军6枚装配了W80-1可变当量核弹头的AGM-129先進巡弋飛彈誤掛到一架将从北达科他州米诺特空军基地（Minot Air Force Base）飞往路易斯安那州巴克斯代尔空军基地（Barksdale Air Force Base）的B-52H重型轰炸机上。根据相关的安全守则，将导弹从弹药库取出之前就已應卸下这些核弹头。36小时内，装配了核弹头的导弹脱离了种种核武器强制性的安保措施保护，更一直无人发现这批核弹头失踪。
該事件上報美军最高层，并被评论家归类为“弯矛”（Bent Spear）级别的事件。这一级别的核事件往往比较严重，但是并不会带来直接的核战争威胁。至今美国空军仍未对这一事件进行官方的定性归类。
事件发生之后，美国国防部与美国空军共同展开了一次调查，并于2007年10月19日公布了调查结果报告。报告中指出，涉及此事的许多美国空军人员在处理核武器时没有严格遵守相应的标准与程序。结果，事件中4名指挥官被解职，许多美国空军人员被取消参与一些敏感任务的资格，而米诺特空军基地的一切其他巡航导弹运输以及核武器操作任务均被中止。此外，美国空军颁布了一系列新的核武器操作指南和程序。

## 背景
米诺特空军基地是美国空军第五轰炸机联队（5th Bomb Wing）的驻地，而巴克斯代尔空军基地则是第二轰炸机联队（2nd Bomb Wing）的驻地。这两个联队都隶属于美国空军作战司令部（Air Combat Command）属下的第八航空隊（8th Air Force），而第八航空军的基地同样是巴克斯代尔。
2007年8月时任第五、第二轰炸机联队长者分别是布鲁斯·艾米格空军上校（Bruce Emig）和罗伯特·惠勒上校（Robert Wheeler）。第八航空隊当时的最高领导是罗伯特·艾尔德中将（Robert Elder Jr.），罗纳德·柯斯上将（Ronald Keys）则是当时作战司令部司令官。美国空军对第五轰炸机联队的使命是这样描述的：操作B-52轰炸机，成为美国空军的常规和战略力量。这其中的“战略”部分就包括了将核武器投放到全球任意潜在敌对目标的能力。因此，米诺特空军基地的弹药库中贮藏并保养维护各种核弹、核弹头以及相关的投弹设备。这其中就包括了AGM-129巡航导弹。

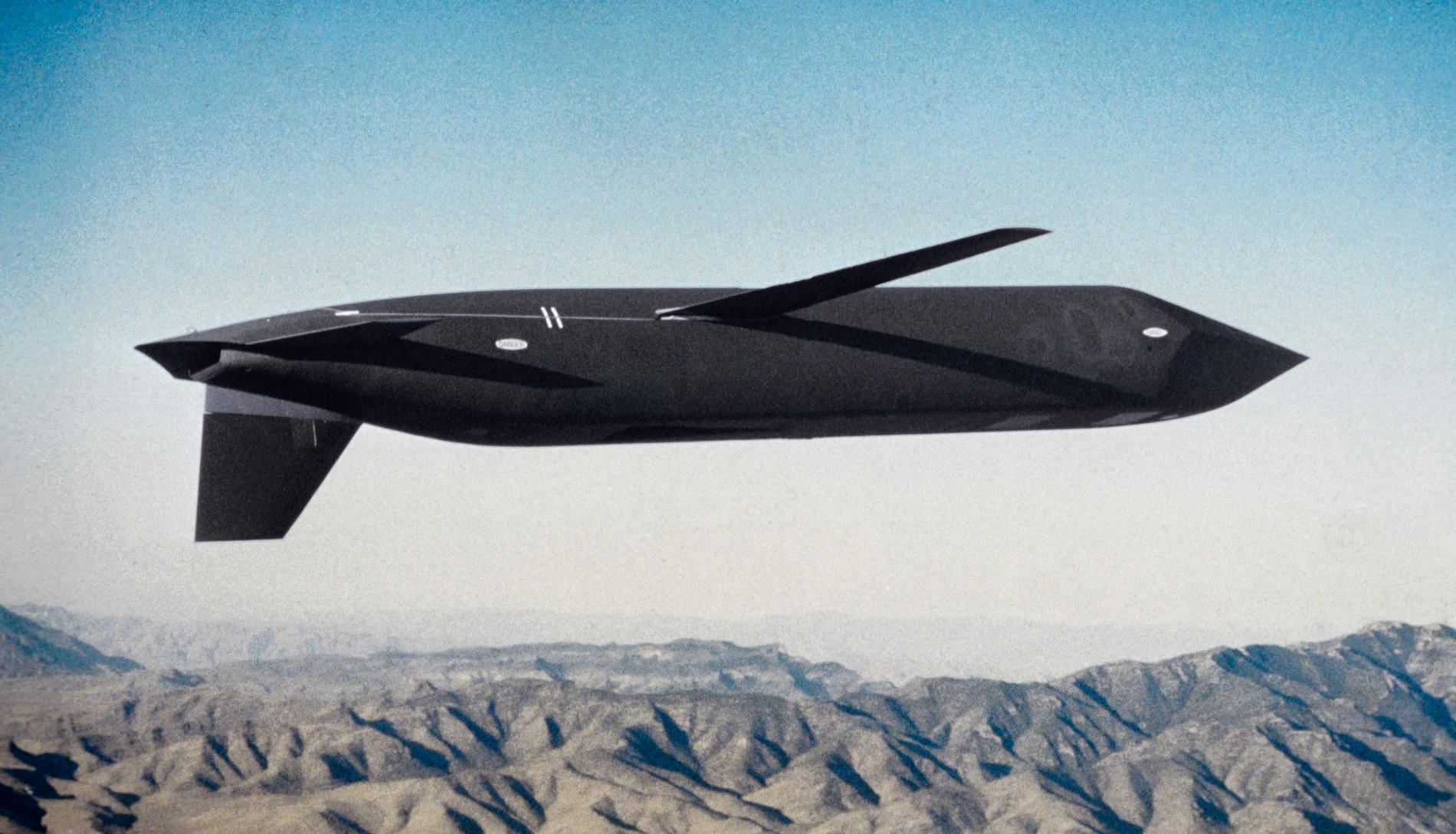
空中的AGM-129巡航导弹

美国空军于1987年首次装备AGM-129巡航导弹。它是一种用于投放W80-1可变当量式核弹头的隐形巡航导弹。最初美军计划将其装配在B-1枪骑兵轰炸机上，但随后便改变主意，决定只让B-52同温层堡垒轰炸机装配这种导弹。
2007年3月，美国空军为了遵守国际军控与裁军条约，决定让AGM-129退役，并使用AGM-86代替。为了实现这一目的，美国空军开始使用B-52将米诺特空军基地的AGM-129导弹运送到巴克斯代尔空军基地，进行最后的销毁处理。根据《华盛顿邮报》（Washington Post）报道，截至2007年8月29日，超过200枚AGM-129通过这样的方法被运送到巴克斯代尔。

## 事件
2007年8月29日约8时至9时（当地时间）之间，一批美国空军士兵进入了米诺特空军基地的弹药库掩体，为运送AGM-129导弹做准备。当天他们的任务，也就是12个运输任务中的第6个，是把12枚装载了训练弹头的AGM-129分为2组，安装到由巴克斯代尔指定的一架第二轰炸机联队B-52轰炸机的两个机翼挂架上。当这批空军士兵进入弹药库掩体时，与文件所載相反，這兩組12顆彈頭中有6枚导弹上安装的并不是经过更换的训练用假弹头，而是6枚货真价实的核弹头。后来的调查指出，用于跟踪记录导弹的正式电子调度系统被一个非正式的程序替代，而它没有识别出来这6枚导弹是否为运输任务准备的。而另一方面，原本預定运送的导弹已被另一批使用年限將屆的导弹代替，真假兩種弹头被混充和相互調包的狀態，暴露在管理上出現嚴重疏漏的問題。
實際上，运送计划中记录了这一变化，但是弹药库掩体内部为协调工作而使用的文件中，却没有包括这一点而忽視了錯誤。因此负责搬运这批导弹的空军士兵手中拿得的是一份包含了错误信息的旧计划。

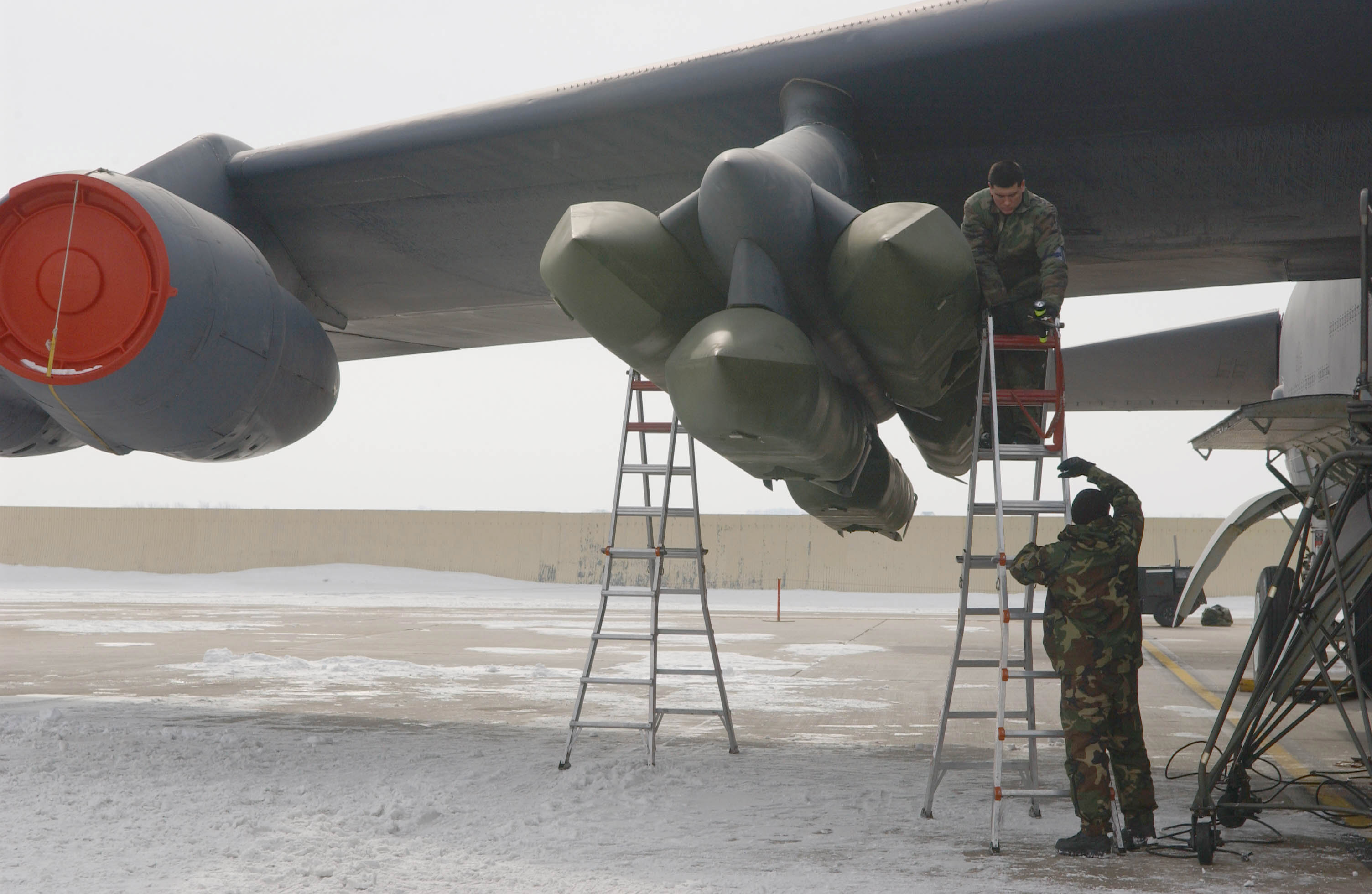
米诺特空军基地，一座AGM-129挂架正装载到一架B-52的机翼上

武器库中的这批空军士兵理應當开始再次检查所有导弹，但一名提早到达的机员在没有确认导弹已经经过检查之前，便勾起了2组导弹并将它们运走。弹药库的控制中心也未能核实这批导弹得到了正确的检查和许可，却直接于9时25分批准相关人员将导弹挂载到轰炸机上。在经过8小时的工作后，成功將导弹挂架装载到轰炸机上。在接下来的15个小时之内，这架轰炸机便停放在米诺特空军基地过了一夜，而机上的6枚核弹头失去了所有核武器必须有的特别守卫。
8月30日早晨，一名不知名的B-52雷达导航机师在载货单上签名之前，认真地检查了6枚安装在右侧机翼的导弹，以為擔任簡單訓練彈運送任務的机长在起飞之前则没有再做一次核查。然而实际上，安有核弹头的6枚导弹均位于左机翼。

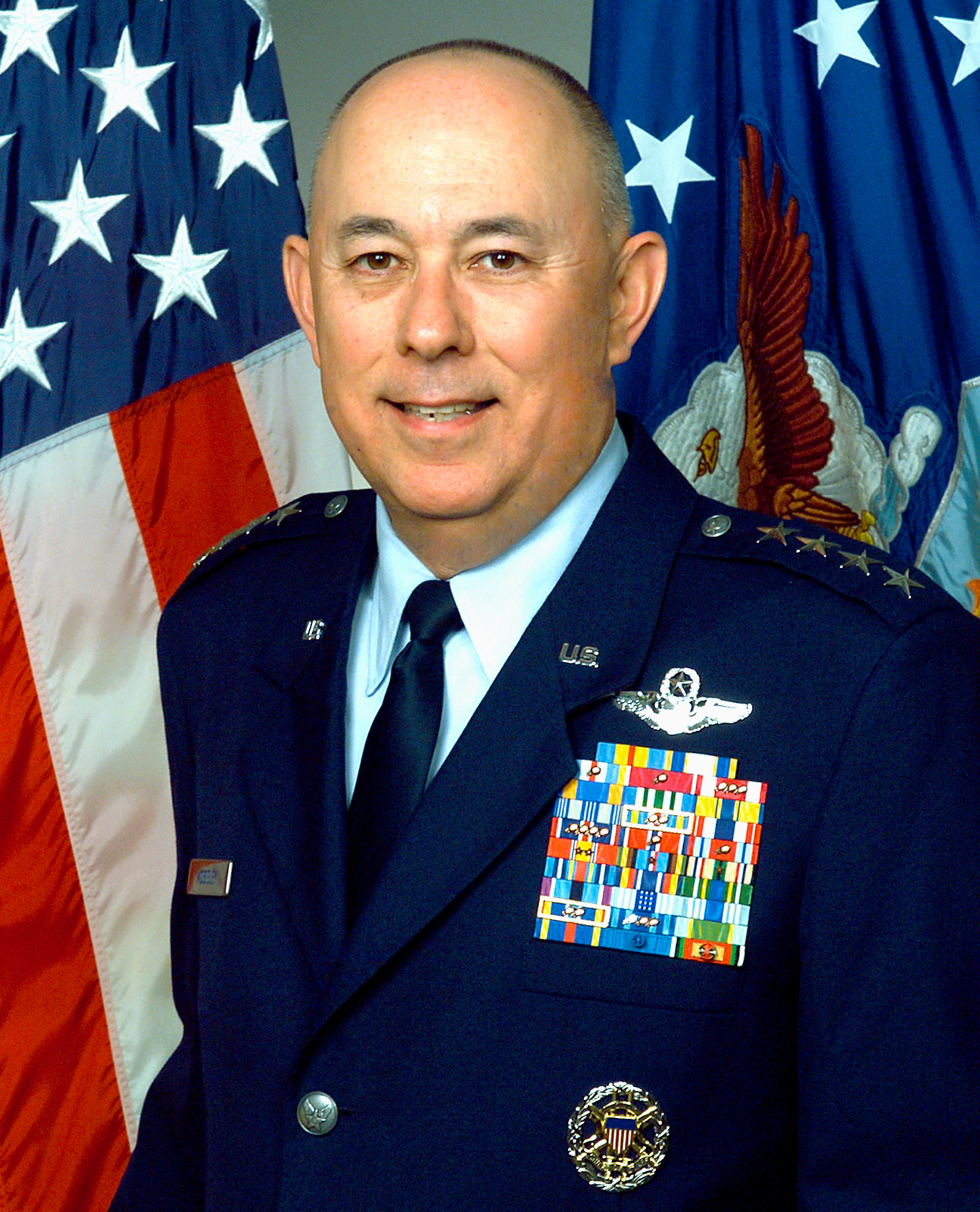
迈克尔·莫斯利上将，事发时的美国空军参谋长

最終航班于8:40离开米诺特，而該基地完全不知道所管控的核武去向不明。違規裝載的B-52轰炸机并于当地时间11时23分降落在巴克斯代尔空军基地。随后接應單位也沒有馬上派人來監看這一敏感貨物，攜帶戰略導彈的轰炸机又在无人看守的情况下一直停泊着，直到夜间20时30分，一支弹药库的小队前来拆卸导弹，这时，数名弹药库工作人员才发觉有些导弹似乎有异常。22时，也就是导弹离开米诺特弹药库的36小时后，一名“持怀疑态度”的主管最终认定导弹装载了核武器，要求工作人员保护好核弹并立即汇报这一事件。
这一事件作为一次“弯矛”事故上报美国国家军事指挥中心。“弯矛”是美国国防部对于核事故的一系列术语之一，用于对核事故的程度进行归类。“弯矛”代指的事件比较严重，但算不上“核闪”（NUCFLASH，即有可能引起核战争的核爆炸事故）或是“断箭”（Broken Arrow，即意外的核爆炸或是核武器严重受损）。这次事件也不能算是“空箭筒”（Empty Quiver，即抢劫，盗窃或丢失核武器或核武器部件），因为从技术角度来说，这六枚核弹始终没有离开美国空军的监护。8月31日，美国空军参谋长迈克尔·莫斯利上将在电话中向国防部长罗伯特·盖茨（Robert Gates）汇报了这一事件。盖茨要求有关人员每天向他汇报调查的最新进展，并将此事件报告给布什（George W. Bush）总统。截至2008年3月，美国空军仍然没有官方地向外界公布这一事件究竟处于哪一级别。
这是40年来美国首次发生类似事件，媒体随后将其描述为“数十年来美国最严重的核武器安全事故之一”。

## 美国政府的反应
起初美国空军和国防部决定对外界隐瞒事件，因为所有核武器的储存位置和运输转移都属于国家机密，而且军方认为事件肯定不会引起公众太多的恐慌。实际上，在国防部对事件的报告中就提到“预料媒体不会感兴趣”。但是，这事件的详情被一名不知名的国防部官员透露给了《军事时报》（Military Times）。后者于2007年9月5日在报纸上以较小的篇幅刊登了这一新闻。
当天，五角大楼迅速对这则报道作出反应并召开新闻发布会。五角大楼新闻秘书杰夫·莫雷爾（Geoff Morrell）称，在事件中，公众的安全从未受到威胁，而武器也始终处在相关人员的监护之下。空军方面则表示，在事发后的数日内便將米诺特弹药中队長解職，并对25名空军人员作出了处罚；空军作战司令部司令官罗纳德·柯斯上將也已责成道格拉斯·拉伯格少将（Doug Raaberg）负责调查事件的来龙去脉；军方也重新核对核弹头清单，以确保所有核弹头都在安全控制之下。此外，国防部还宣布，五角大楼已经要求美国国防科学委员会以这事件为切入口，对军方现有的核武器操作规程进行审查。9月28日，军方宣布柯斯上将正式退休，空军作战司令部从10月2日起将由约翰·科利（John Corley）上将领导。

美国空军部长迈克尔·温、副参谋长理查德·牛顿于2007年10月19日在五角大楼汇报事件调查的结果

2007年10月19日，空军部长迈克尔·温和负责作战事务的副参谋长理查德·牛顿在五角大楼汇报事件的调查结果。他们说“核武器操作制度严重瘫痪”而且“两地的数名相关人员也没有按照程序行事”。第五轰炸机联队長布鲁斯·艾米格上校、第五维护大队队长辛西娅·朗道上校、第二轰炸机联队第二作战大队队长托德·韦斯特斯上校，以及四名第五弹药中队的四名高级士官已接受“行政处分”并调离原职；第五轰炸机中队的所有人员被取消执行战时任务资格；65名不同军阶的人员失去了核武器操作权；所有导弹运输任务被中止；所有美国空军一级司令部的督查官被要求立即在国防威胁降低局的监督下，对所有有核能力的武器进行检查。
新的空军作战司令约翰·科利将其作为一项可呈送军事法庭的事件知会诺尔曼·塞伊普空军中将（Norman Seip）。但是塞伊普随后结束了事件的调查，并没有对任何人提出刑事指控。据称，国防部长盖茨怀疑空军官员最初所进行的调查有可能仅仅将责任归咎于中层军官。因此，退役空军上将拉里·韦尔奇在国防部长盖茨的要求下，带领美国国防科学委员会以这一事件为切入口，对核武器管理的制度与程序进行了审查。此外，美国空军还特许成立了由波莉·培尔空军少将（Polly Peyer）担任主席、包括30名成员的一个“蓝带评审委员会”（Blue Ribbon Review），以针对“空军如何改进才能够安全地履行涉及核武器的职责”这一问题提出建议。美国国会也还要求美国国防部和美国能源部进行彻底的涉核管理程序审查。

## 后续事件

### 美国空军方面行动

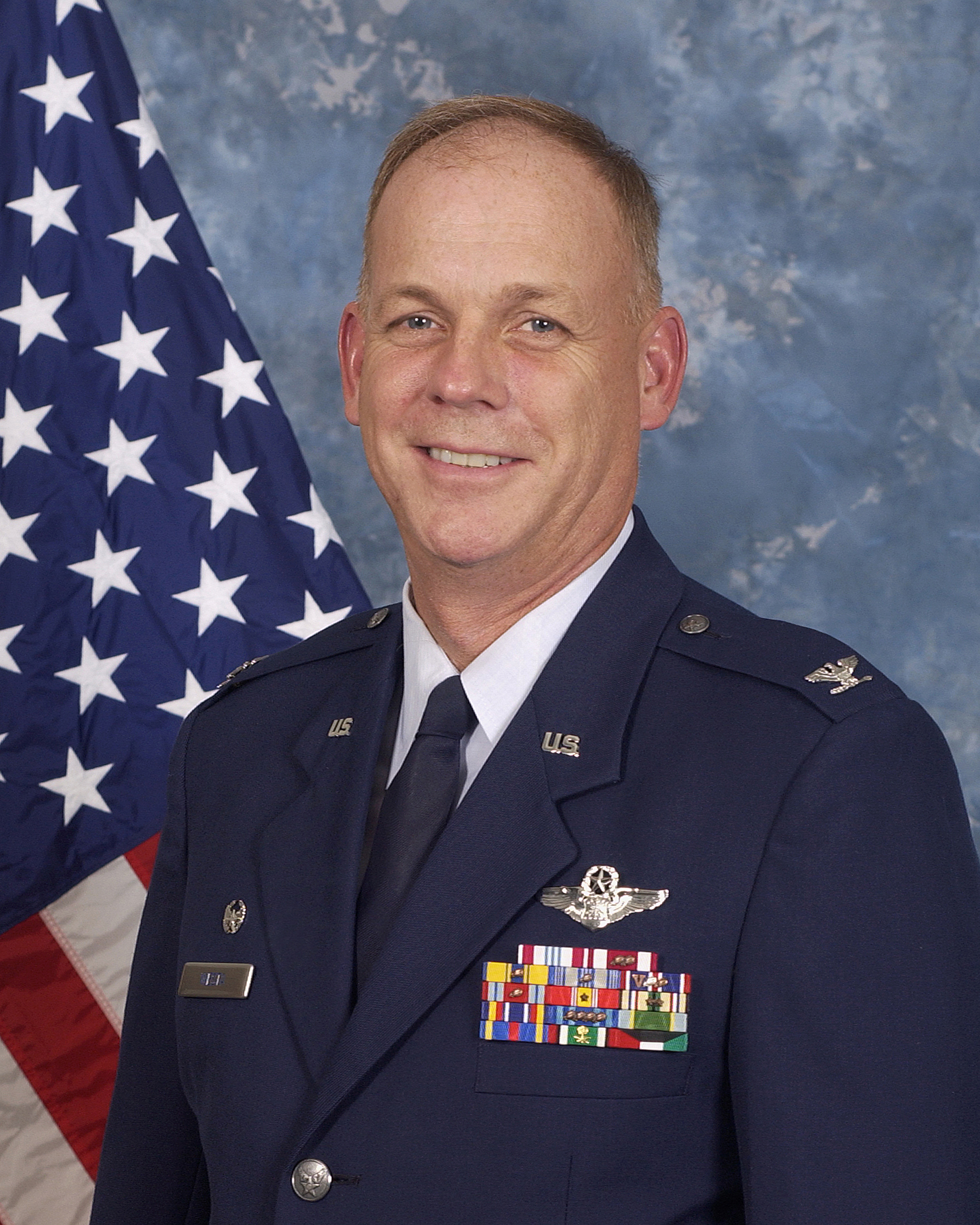
乔尔·维斯塔上校在事发之后出任新的第五轰炸机联队長

2007年10月24日，时任空军部长的迈克尔·温对众议院军事委员会表示，他认为可以重新授权第五轰炸机联队继续进行暂时中止的AGM-129运输任务，但他并没有给出重新授权的时间表。2007年11月1日，乔尔·维斯塔上校（Joel Westa）被任命为新的第五轰炸机联队長。同日，柯斯上将退役。
巴克斯代尔第二轰炸机联队的人员暂时负责米诺特空军基地的核武器维护工作，直到第五轰炸机联队重新获准进行有关操作。联队在2007年12月16日的初始核武器安全保障检查中，便未能达到标准，因此原定于2008年1月23日进行的全面检查不得不後延。3月29日，联队通过了另一次初始检查，因此于2008年3月29日由科利上将重新授权。米诺特女性发言人伊丽莎白·奥尔蒂斯（Elizabeth Ortiz）说，联队在被全面检查应该先获得授权，且每18个月，所有核武器操作的单位都必须通过一次复查。完整的核查计划于2008年5月进行。

### 评估报告
美国国防科学委员会（U.S. Defense Science Board）以及美国空军的一个蓝带委员会（Blue-Ribbon Panel）的两个独立调查指出，过去国防部内部曾存在过对核武器处理操作程序的担忧，但是并没有发现核武器安全措施的任何漏洞，也没有有记录的操作失误。这一事件作为诱因之一，最终导致美国空军部长迈克尔·温（Michael Wynne）和空军参谋长迈克尔·莫斯利（T. Michael Moseley）于2008年6月5日双双辞职。为了加强核武器的管理控制，美国空军于2008年10月宣布将成立全球打击司令部（Air Force Global Strike Command），专门管理美国空军的所有战略轰炸机、核武器和相关军方人员。

### 新司令部

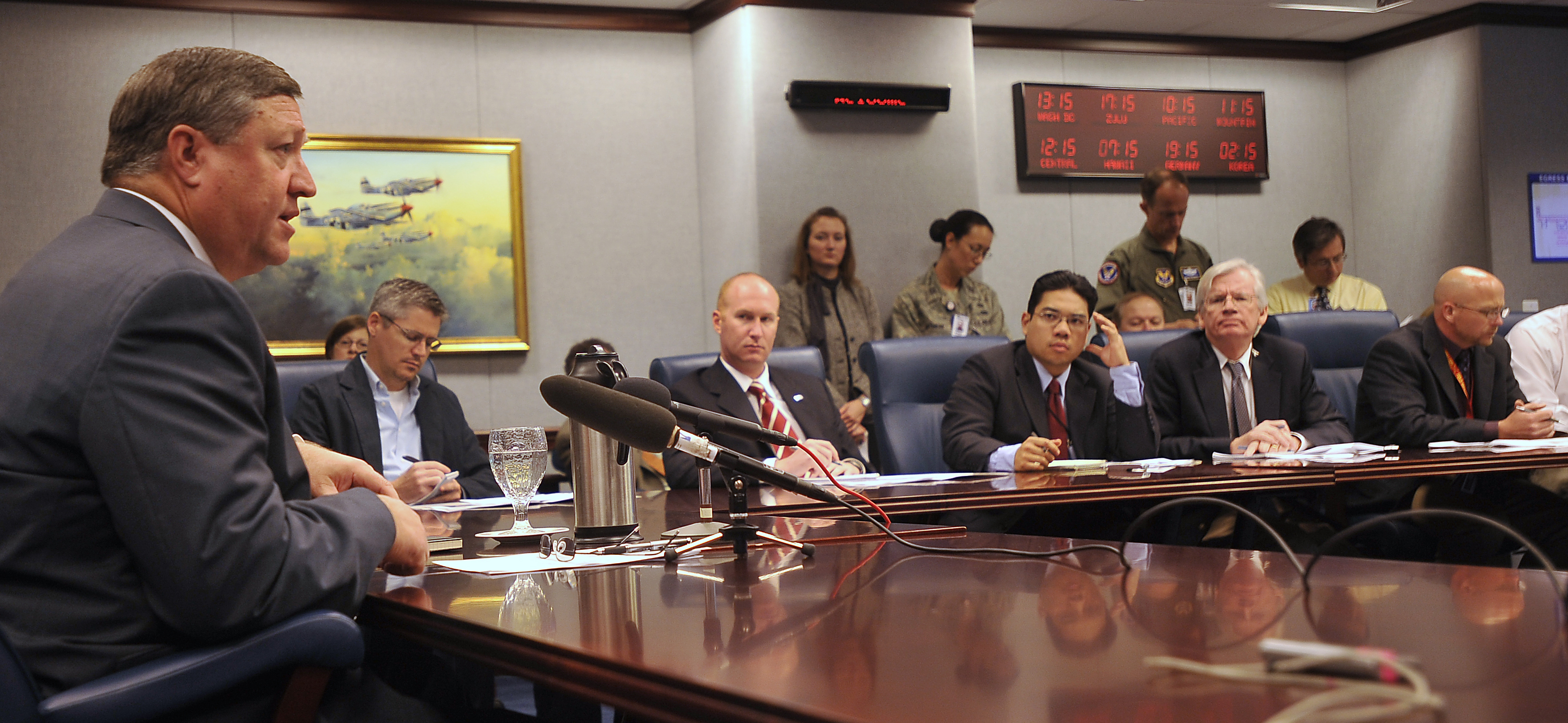
美国空军部长迈克尔·唐利于2008年10月24日在五角大楼就设立全球打击司令部与媒体代表进行交谈

2008年10月24日，新的美国空军部长迈克尔·唐利（Michael Donley）宣布将设立全球打击司令部。这个新的司令部将由一位四星上将领导，负责管理控制空军所有具有核能力的轰炸机、导弹和相关人员。目前美国空军已经投入2亿美元，并计划在2009财政年度再投入2.7亿美元以发展该司令部。
据计划，新司令部将于2009年9月开始運作。美国空军目前有20架B-2和57架B-52轰炸机可以参与核武器军事行动。空军的洲际核导弹目前属于美国空军太空司令部（Air Force Space Command）管辖，但即将移交给新司令部。至今新司令部总部所在地还没有确定。

## 延伸阅读
- Gibson, James N. . Schiffer Publishing. 2000. ISBN 0-7643-0063-6.
- Ryan, Bill, and Kerry Cassidy. . Project Camelot. 2007-10-29  [2008-03-13]. （原始内容存档于2008-03-28）.- 关于事件中数名相关人员先后死亡的另一种理论